# 横浜火力発電所
横浜火力発電所（よこはまかりょくはつでんしょ）は神奈川県横浜市鶴見区大黒町11-1にあるJERAの天然ガス火力発電所。

## 概要

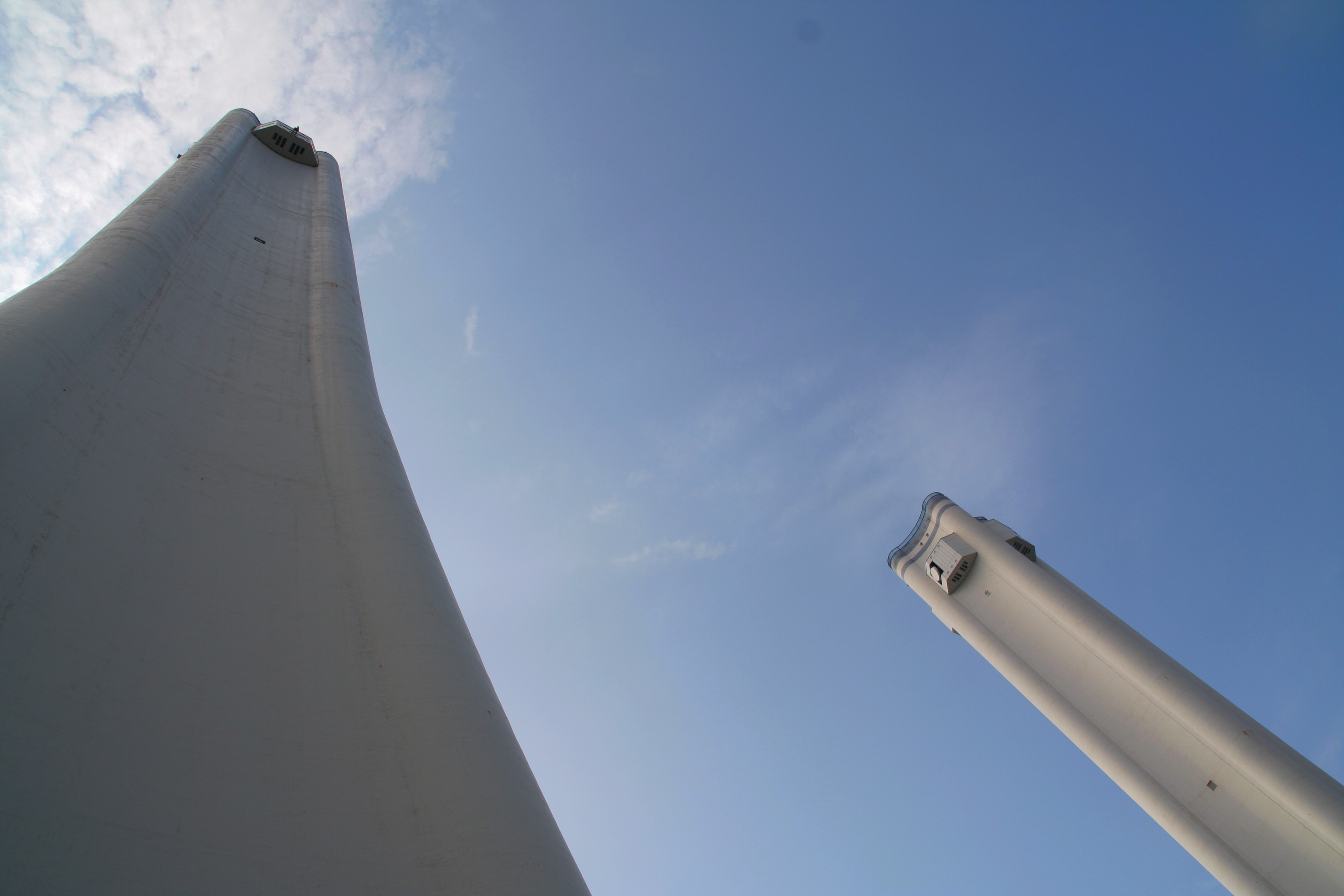
2009年8月1日撮影

1962年8月に1号機が運転を開始、6号機までが建設された。当初、石油専焼であったが、後にLNG・石油混焼をへてLNG専焼となった。
その後、電力需要の増加に対応するため1998年1月には排熱回収型コンバインドサイクル発電方式の7、8号系列が増設された。この7、8号系列においては国内事業用火力としては初めてガスタービンの起動にサイリスタ起動方式を採用した。一方、設備の老朽化に伴い2000年3月には1〜3号機が、2004年12月には4号機が廃止された。
主な燃料であるLNGは、東扇島火力発電所に併設されたLNG基地からパイプラインにより供給を受けている。
2本立ち並ぶ高さ地上200mの排気塔は、周辺にある横浜ベイブリッジおよび鶴見つばさ橋に合わせたライトアップを行っていたが、現在は取り止めている。
2015年からは、7号系列および8号系列の全8軸について発電効率の向上および増出力を目的に、ガスタービンおよび高中圧蒸気タービンの取替工事を順次実施した。これにより発電効率が1.7%向上、出力が2.7万kW増加した。
なお、5、6号機については、旧式化、経年劣化が進み2016年4月1日より長期計画停止となった。
2016年4月に東京電力から子会社の東京電力フュエル&パワーに移管され、2019年4月にはさらにJERAに移管された。
2022年3月、5号機と6号機が廃止された。

## 発電設備
- 総出力：301.6万kW（2022年4月1日現在）[6]
- 敷地面積：約45万m2

7号系列
発電方式：1,300℃級改良型コンバインドサイクル発電(Advanced Combined Cycle)方式
定格出力：150.8万kW（37.7万kW × 4軸）
　ガスタービン × 4軸
　蒸気タービン × 4軸
使用燃料：LNG
熱効率（低位発熱量基準）：55.8%
営業運転開始
　7-1号：1998年1月
　7-2号：1997年10月
　7-3号：1997年1月
　7-4号：1996年6月
ガスタービン等取替工事
　7-1号：2016年7月29日
　7-2号：2015年7月30日
　7-3号：2017年7月26日
　7-4号：2016年12月25日
8号系列
発電方式：1,300℃級改良型コンバインドサイクル発電(ACC)方式
定格出力：150.8万kW（37.7万kW × 4軸）
　ガスタービン × 4軸
　蒸気タービン × 4軸
使用燃料：LNG
熱効率（低位発熱量基準）：55.8%
営業運転開始
　8-1号：1996年7月
　8-2号：1997年2月
　8-3号：1997年10月
　8-4号：1998年1月
ガスタービン等取替工事
　8-1号：2017年4月28日
　8-2号：2017年12月12日
　8-3号：2016年1月6日
　8-4号：2016年5月8日

## 廃止された発電設備
- 発電方式：汽力発電方式

1号機（廃止）
定格出力：17.5万kW
使用燃料：重油、原油、LNG
熱効率：41.6%（低位発熱量基準）
営業運転期間：1962年8月 - 2000年3月
2号機（廃止）
定格出力：17.5万kW
使用燃料：重油、原油、LNG
熱効率：41.6%（低位発熱量基準）
営業運転期間：1962年10月 - 2000年3月
3号機（廃止）
定格出力：17.5万kW
使用燃料：重油、原油、LNG
熱効率：41.6%（低位発熱量基準）
営業運転期間：1963年4月 - 2000年3月
4号機（廃止）
定格出力：17.5万kW
使用燃料：重油、原油、LNG
熱効率：41.6%（低位発熱量基準）
営業運転期間：1963年10月 - 2004年12月20日（2000年4月より長期計画停止）
5号機 (廃止)
定格出力17.5万kW
使用燃料：LNG
熱効率：41.6%（低位発熱量基準）
営業運転開始：1964年3月 - 2022年3月
6号機 (廃止)
定格出力：35万kW
使用燃料：LNG
熱効率：42.2%（低位発熱量基準）
営業運転開始：1968年6月 - 2022年3月

## アクセス
- 横浜市営バス
  - 鶴見駅東口より17系統または181系統利用、『横浜火力発電所前』下車

## 付随施設

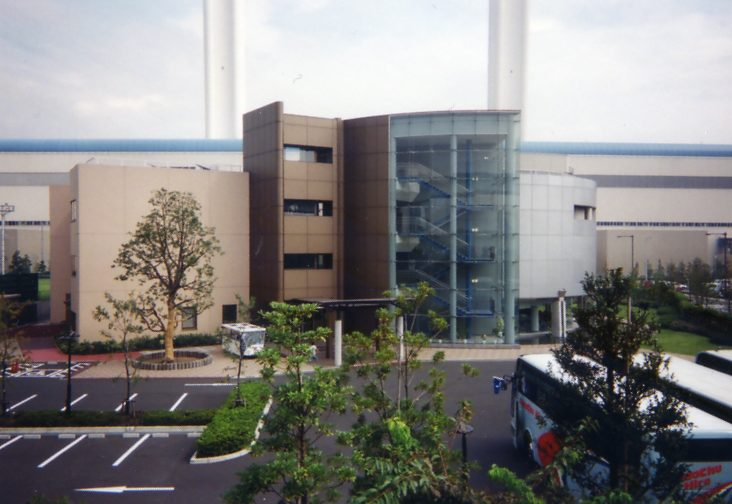
トゥイニーヨコハマ 1999年撮影

敷地内には「トゥイニーヨコハマ（TWINY YOKOHAMA）」名称の東電ピーアール運営のPR施設が1997年に開設され、電気及びエネルギーに関する様々な情報を知る事ができるほか、様々なイベントが定期的に開催されていた。ツインタワー状の排気筒外観が名称の由来となっている。発電所見学を希望すれば展望台まで昇ることが可能であったり、施設内の野球場を一般開放（どちらも事前予約制）していた。しかし、2011年の福島第一原子力発電所事故の影響により3月12日から休館し、その後再開されることなく同月末を以て施設公開を正式に中止（事実上の閉鎖）した。
2018年4月29日には敷地内に、「TOKYO STRAWBERRY PARK」（東京ストロベリーパーク）がオープンし、通年でイチゴ狩りができる（水曜定休日）。イチゴ狩りの施設のほか、ビュッフェなども併設されている。2022年4月23日に「YOHOHAMA STRAWBERRY PARK」（横浜ストロベリーパーク）に名称変更し、リニューアルオープンした。